# Церковь Космы и Дамиана в Нижних Садовниках
Церковь Космы́ и Дамиа́на в Ни́жних Садо́вниках, у Комиссариа́та — утраченный приходской православный храм в Замоскворечье Москвы (Садовническая улица, дом 51 (юго-восточное крыло здания), угол Комиссариатского переулка).
Главный престол — Владимирской иконы Богоматери, северный придел — Николая Чудотворца, южный придел — Космы и Дамиана.
Разрушена коммунистами в 1932 году.

## История местности
Церковь была построена в Нижней Садовничьей дворцовой слободе, где в XVI—XVII веках по набережной стояли дворы садовников Государева сада, находившегося напротив Кремля у Москвы-реки и на месте Болотной площади. В 1779 году архитектор Н. Н. Легран построил у церкви большое трехэтажное здание Военного комиссариата, стоящее доныне. Грандиозный ансамбль комиссариата — крупнейший архитектурный памятник Москвы.

## Строительство церкви
Деревянная церковь документально известна с 1625 года.
Каменная церковь построена в 1657 году.
В 1662 году устроена однобокая трапезная с приделом св. Николая.
Перестраивалась в 1722 году.
В 1767 году Космо-дамиановский придел был перенесён в юго-восточную часть трапезной.
Колокольня построена в 1690-х годы.
Церковь обновлялась в 1882 году.

## Архитектура церкви

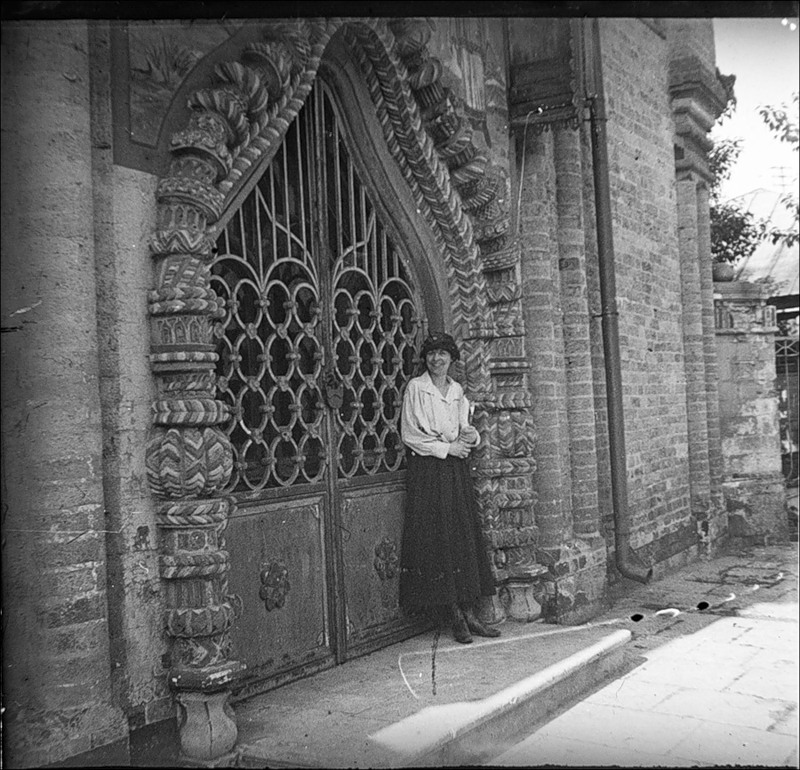
Портал церкви Космы и Дамиана. 1920-е годы.

Изумительная обработка наружного портала церкви Космы и Дамиана в Садовниках (1657 г.), где перспективный арочный вид портала превратился в какую-то криволинейную форму наслоений бус, ещё лишний раз наглядно указывает, что и в эту пору взгляды на полуколонны и колонны недалеко ушли от древних раннемосковских взглядов
Внутри церкви до самого разрушения сохранялся главный иконостас конца XVII века и старые иконы.

## Советский период
6 апреля 1922 года в храме было изъято 14 пудов 18 фунтов золотых и серебряных изделий
Церковь была разрушена в 1932 году. На месте церкви стоит юго-восточное крыло шестиэтажного жилого дома с магазином по Садовнической улице, дом 51. Это крыло, стоящее на месте храма, расположено напротив здания бывшего Кригскомиссариата.